# Euphorbia agraria
Euphorbia agraria là một loài thực vật có hoa trong họ Đại kích. Loài này được M.Bieb. mô tả khoa học đầu tiên năm 1808.